# Troglodytes cobbi
Troglodytes cobbi е вид птица от семейство Troglodytidae. Видът е световно застрашен, със статут Уязвим.

## Разпространение
Видът е разпространен във Фолкландски острови.